# Liwa
Liwa o Liwā' (árabe: لواء) es un término en árabe: لواء‎ que significa pabellón. La palabra ha derivado en diversos significados en árabe:
- Una pancarta o estandarte en todos los sentidos (bandera, pancarta publicitario, pancarta electoral, etc.)
- Un distrito
- Un tipo de unidad militar con su propio estandarte, actualmente usado como equivalente de brigada
- Un oficial que lidera varias unidades de liwa, en cuyo caso sería el inmediatamente inferior a teniente general

En el Imperio Otomano, el término liwa se usaba de manera totalmente intercambiable con su equivalente turco sanjacado. Tras la caída del imperio, el término siguió usándose en los países árabes que habían estado bajo su dominio, aunque fue gradualmente reemplazado por otros como qadaa y mintaqa y a día de hoy está en desuso. Solo se usa ocasionalmente en Siria en referencia a la Provincia de Hatay, cedida por el Mandato francés de Siria a Turquía en 1939, en cuyo momento era conocido como Liwa' Iskenderun.
- Datos: Q20988689